# Manitou Beach (New York)
Manitou Beach ist eine Siedlung in der Town Greece im Monroe County im Bundesstaat New York. Ende des 19. bis Mitte des 20. Jahrhunderts war Manitou Beach ein beliebter Sommer-Ausflugsort, vor allem für die Bevölkerung des nahen Rochester.

## Lage
Manitou Beach liegt 7,5 Kilometer nordöstlich von Hilton und 20 Kilometer nordwestlich vom Stadtzentrum von Rochester. Der Ort liegt auf einer Halbinsel in einer Höhe von 79 Meter an der Südküste des Ontariosee am Ende des Höhenrückens Braddock Point. Südöstlich befindet sich die Braddock Bay. Nordwestlich ist die nächste Ortschaft Payne Beach.

## Geschichte
Mit der Inbetriebnahme der seit Ende der 1880er Jahre geplanten Grand View Beach Railroad (einer Straßenbahnstrecke zwischen Charlotte und Manitou Beach) im Jahr 1891 begann auch die rasche Entwicklung der Ortschaft Manitou Beach. Die Halbinsel war bis dahin als Hicks Point, Rhodes Point oder Point Pleasant bezeichnet. Am 30. Mai 1889 wurde das Manitou Hotel von James Matthews und Silas Servis eröffnet. Aus Marketinggründen wählten die beiden, nach dem Erholungsort Manitou Springs, für diese Siedlung den Namen Manitou Point. Ab 1900 änderte sich die Bezeichnung in Manitou Beach.
Servis verkaufte das Hotel später an die Hoteliersfamilie Odenbach aus Rochester. 1904 erwarb der Hotelbetreiber Fred Odenbach das Dampfschiff „Rosalie“. Mit diesem Schiff beförderte er zusätzlich zur Straßenbahnlinie Besucher und Gäste zu seinem Hotel. An das ursprüngliche Gebäude wurde später ein Gastraum für bis zu 500 Personen angebaut. Das Hotel wurde bis in die 1950er Jahre betrieben und später abgerissen.
1895 wurde zusätzlich Elmheart Hotel durch Jacob Odenbach errichtet. 1903 übernahm George Wiedman das Hotel und sein gleichnamiger Sohn unterhielt es bis zu seinem Tod 1986. Nach einem Brand wurde 1931 der Gastbetrieb eingestellt, die Bar und der Gastraum waren jedoch weiterhin geöffnet. In den 1930er Jahren wurde neben dem Hotel eine Tanzhalle erbaut, diese wurde bis 1986 betrieben. In dieser Halle traten unter anderem Benny Goodman und Cab Calloway auf. Das Hotel brande 1992 ab und die Tanzhalle 1995.
Daneben existierten weitere Vergnügungsmöglichkeiten (u. a. Karussells). Die Gäste nutzen den Ort zum Angeln, Baden und Bootfahren. In der Ortschaft lag auch der Privatclub „Colony Club“, der in den Sommermonaten für seine Mitglieder Veranstaltungen durchführte. Regelmäßig wurden Picknicks für Farmerfamilien mit bis zu 20.000 Besuchern durchgeführt.
Mit der Einstellung der Straßenbahnlinie 1925 begann der rapide Niedergang des Erholungsgebietes.
Heute befinden sich im Ort keinerlei touristischen Angebote mehr. Es ist ein reiner, zum Teil luxuriöser Wohnplatz. Ein Großteil der Umgebung von Manitou Beach ist Naturschutzgebiet. Ab 1985 begann in der Ortschaft die Vogelbeobachtung und Beringung. Das Braddock Bay Bird Observatory wurde 1994 als gemeinnützige Organisation registriert.

## Verkehr
Die Siedlung ist über die Manitou Beach Road erreichbar. 1,2 Kilometer östlich führt der Lake Ontario State Parkway an der Siedlung vorbei. Bis 2017 war der Abschnitt der Manitou Beach Road ab dem Parkway bis zum Standort des Elmheart Hotels Teil der New York State Route 261. Seitdem ist es die County Route 272. Von 1891 bis 1924 führte außerdem eine Straßenbahnstrecke entlang der Küste von Charlotte nach Manitou Beach. Dabei wurde die Braddocks Bay mittels einer 800 m langen Trestle-Brücke überwunden.